# Сайтамский университет
Сайтамский университет (яп. 埼玉大学, сокр.埼大) — японский государственный национальный университет, расположенный в городе Сайтама, префектуры Сайтама, в пригороде Токио.

## История
Университет основан в 1949 году в результате слияния Высшей школы Урава (основанной в 1921 г.), средней школа Сайтамы (основанной в 1873 г.) и Молодежной средней школы Сайтамы (основанной в 1921 г.) в рамках новой системы образования по созданию национальных университетов.
Спустя более 70 лет со своего создания, университет имеет пять факультетов: гуманитарных наук, экономики, образования, науки и техники, три аспирантуры гуманитарных и социальных наук, образования и науки и техники. За семь десятилетий университет выпустил более 80 000 специалистов.

## Кампусы

### Кампус Окубо
Кампус Окубо является основным кампусом в Сайтамском университете. До него можно добраться на автобусе или пешком от станции Минами-Йоно, станции Кита-Урава или станции Сики.

### Кампусы-саттелиты
Университет Сайтама имеет два кампуса-сателлита:
- Городской колледж Омия Соник (рядом со станцией Омия)
- Токийский станционный колледж (рядом со станцией Токио)

## Международная аспирантура
Чтобы предоставить начинающим иностранным студентам возможность получить высшее образование в Японии, в 1992 году Высшей школой науки и техники была запущена Международная программа для выпускников по гражданскому строительству и инженерному делу. Она предлагает возможности для высококвалифицированных студентов из-за рубежа продолжить обучение в аспирантуре и проводить исследования в различных дисциплинах науки об окружающей среде и в сфере гражданского строительства. Сферы обучения — управление инфраструктурой, планирование перевозок, экологическая инженерия, береговая и океаническая инженерия, гидротехника и водные ресурсы, геотехническая и геологическая инженерия, бетонная и материальная инженерия, строительная и ветровая инженерия, землетрясение.
Выпускная программа состоит из курсов, специально предназначенные для иностранных студентов, в которых преподавание в классе и руководство исследованиями ведутся на английском и/или японском языках. Магистерская и докторская диссертации принимаются на английском языке. Курсы японского языка также предлагаются для иностранных студентов и их супругов. На сегодняшний день 215 студентов из разных стран закончили эту программу и в настоящее время занимаются академической и профессиональной деятельностью в разных частях мира.
В 2017 году Сайтамский университет договорился о сотрудничестве с СПбГУ.
В 2018 году открыт набор на обучение в Университете Сайтама по программе академического обмена.

## Известные выпускники
- Такааки Кадзита — лауреат Нобелевской премии по физике 2015 года
- Ле Мин Хонг — управляющий Государственного банка Вьетнама

## Виды Сайтамского университета
- Библиотека
- Научно-исследовательский корпус
- Международный дом 1
- Международный дом 2
- Международный дом 3
- Вид на улицу
- Гимназия